# Leptaleocera coccinella
Leptaleocera coccinella är en insektsart som först beskrevs av Frederick Arthur Godfrey Muir 1915.  Leptaleocera coccinella ingår i släktet Leptaleocera och familjen Derbidae. Inga underarter finns listade i Catalogue of Life.